# 松島みどり
松島 みどり（まつしま みどり、1956年7月15日 - ）は、日本の新聞記者、政治家。本名は馬場 みどり。自由民主党所属の衆議院議員（8期）、自由民主党政務調査会会長代理、同党紀委員会副委員長。
法務大臣（第2次安倍改造内閣）、国土交通副大臣（第1次安倍改造内閣、福田内閣）、衆議院法務委員長、衆議院環境委員長、衆議院青少年問題に関する特別委員長、経済産業副大臣（第2次安倍内閣）、自由民主党広報本部長などを歴任した。

## 来歴

### 生い立ち
大阪出身。小学生の頃は作家になることを夢見ていた。府立北野高校を卒業後、一浪。東京大学経済学部卒業。東大在学中は初代運動会応援部バトントワラーズの部員であった。さらに東大硬式野球部ファンクラブ東大を優勝させよう会の会員でもあった。

### 新聞記者として
大学卒業後、朝日新聞社に入社。経済部、政治部で記者を務め、渡辺美智雄、亀井静香、橋本龍太郎、石原慎太郎、森喜朗ら自由民主党幹部の番記者も務めた。1995年、自由民主党東京都連が実施した候補者公募に応募。合格し候補者に選出されたため、朝日新聞社を退社。1996年、第41回衆議院議員総選挙に東京14区から自民党公認で出馬したが、新進党前職の西川太一郎に僅差で敗れ、落選した。

### 政治家として
2000年の第42回衆議院議員総選挙では比例東京ブロック単独で出馬し、初当選。2003年の第43回衆議院議員総選挙では、自公保連立政権下での選挙区調整が不調に終わり、自民党の松島、保守新党の西川太一郎がそれぞれ東京14区から出馬。松島が民主党前職の井上和雄、西川を破り、再選（井上は比例復活。西川は落選し、後に荒川区長）。
2006年、第1次安倍内閣で外務大臣政務官に任命され、翌2007年の第1次安倍改造内閣では国土交通副大臣に任命される。福田康夫内閣においても国土交通副大臣に再任。2009年の第45回衆議院議員総選挙では、東京14区で民主党新人の木村剛司（西川太一郎元秘書）に敗れ、重複立候補していた比例東京ブロックでの復活も叶わず、落選した。
2012年の第46回衆議院議員総選挙では、東京14区で日本未来の党に鞍替えした木村剛司、民主党の元参議院議員である犬塚直史らを大差で破り、3年ぶりに国政に復帰する。選挙後、衆議院青少年問題に関する特別委員長に就任。2013年9月、第2次安倍内閣において、同じ東京都選出の衆議院議員である菅原一秀に代わり、経済産業副大臣に任命される。2014年9月、第2次安倍改造内閣で法務大臣に任命され初入閣したが、うちわ配布疑惑が報道され10月20日に辞表を提出して受理された（在任期間48日）。同日には第18代経済産業大臣小渕優子も辞任した。2014年の第47回衆議院議員総選挙で、5選。
2017年の第48回衆議院議員総選挙で希望の党が擁立した弁護士、日本共産党の新人ら4人の候補者を破り6選。
2019年10月4日、衆議院の法務委員長に就任。
2021年10月31日、第49回衆議院議員総選挙で7選。
2024年の自民党総裁選で上川陽子の推薦人に名を連ねる。決選投票では石破茂に投票。
2024年10月27日、第50回衆議院議員総選挙で8選。

## 政策・主張

### 憲法
- 憲法改正について、2017年、2021年のアンケートで「賛成」と回答[9][10]。

- 9条改憲について、2021年の毎日新聞社のアンケートで「改正して自衛隊の存在を明記すべきだ」と回答[11]。

- 憲法を改正し緊急事態条項を設けることについて、2021年の毎日新聞社のアンケートで「賛成」と回答[11]。

### 外交・安全保障
- 安全保障関連法の成立について、2017年のアンケートで「評価する」と回答[9]。

- 「他国からの攻撃が予想される場合には敵基地攻撃もためらうべきではない」との問題提起に対し、2017年、2021年のアンケートで「どちらかと言えば賛成」と回答[9][10]。

- 「北朝鮮に対しては対話よりも圧力を優先すべきだ」との問題提起に対し、2017年、2021年のアンケートで「どちらかと言えば賛成」と回答[9][10]。

- 普天間基地の辺野古移設について、2021年のアンケートで「賛成」と回答[10]。

### ジェンダー
- 選択的夫婦別姓制度の導入について、2017年のアンケートで「どちらかと言えば賛成」と回答[9]。2021年のアンケートで「賛成」と回答[10]。

- 選択的夫婦別姓度の導入について、2014年9月5日、閣議後の記者会見において「旧姓では銀行口座を開設できないなど、女性が働く中で不便を感じる人が増えている」と述べ、民法改正への言及は避けつつも、「現実的な運用について議論したい」と改善の方法を検討する意向を示した[12][13][14]。また2001年3月15日に、「国会では通称使用しているが、戸籍名の当選証書を手にしたときのショックは忘れられない。選択制なのだから、別姓にしたい人は好きにさせてほしい。」と述べている[15]。

- 同性婚を可能とする法改正について、2017年のアンケートで「どちらかと言えば反対」と回答[9]。2021年の朝日新聞社のアンケートで「どちらとも言えない」と回答[10]。「同性婚を制度として認めるべきだと考るか」との2021年の毎日新聞社のアンケートに対し回答しなかった[11]。

- 「LGBTなど性的少数者をめぐる理解増進法案を早期に成立させるべきか」との問題提起に対し、2021年のアンケートで「どちらとも言えない」と回答[10]。

- クオータ制の導入について、2021年の毎日新聞社のアンケートで「反対」と回答[11]。

### その他
- アベノミクスについて、2017年のアンケートで「評価する」と回答[9]。

- 安倍内閣による森友学園問題・加計学園問題への対応について、2017年のアンケートで「評価しない」と回答[9]。

- 森友学園を巡る公文書改竄問題で、財務省が開示を拒んでいた「赤木ファイル」が2021年6月22日、大阪地裁の命令によって公開された[16]。国の対応をどう考えるかとの問いに対し、2021年の毎日新聞社のアンケートで「これ以上、調査や説明は必要ない」と回答[11]。

- 「治安を守るためにプライバシーや個人の権利が制約されるのは当然だ」との問題提起に対し、2017年のアンケートで「賛成」と回答[9]。

- 「原子力発電所は日本に必要だと思うか」との問いに対し、2021年の毎日新聞社のアンケートで「当面は必要だが、将来的には廃止すべきだ」と回答[11]。

- 2014年9月3日、法務大臣就任後初の記者会見において、死刑制度について「日本の法律に規定されており、執行の署名をすることも覚悟してこの職を引き受けた。議論は必要かもしれないが、国民の考えに基づいた制度として必要だと考えている」と述べ[17]、肯定的な見解を示した上で、死刑制度の存廃を含む見直しに関しては、日本国民の死刑制度への高い支持を理由に否定的な見解を示した[18]。

- 2014年9月3日、法務大臣就任後初の記者会見において、刑法の強姦致死傷罪の量刑が「無期または5年以上の懲役」であるのに対し、強盗致傷罪の「無期または6年以上の懲役」の方が最低刑が重い点を指摘した上で「これは絶対に逆転するように議論を進めてもらいたい」と述べ、性犯罪に対する厳罰化を検討する意向を表明した[19]。

## 人物

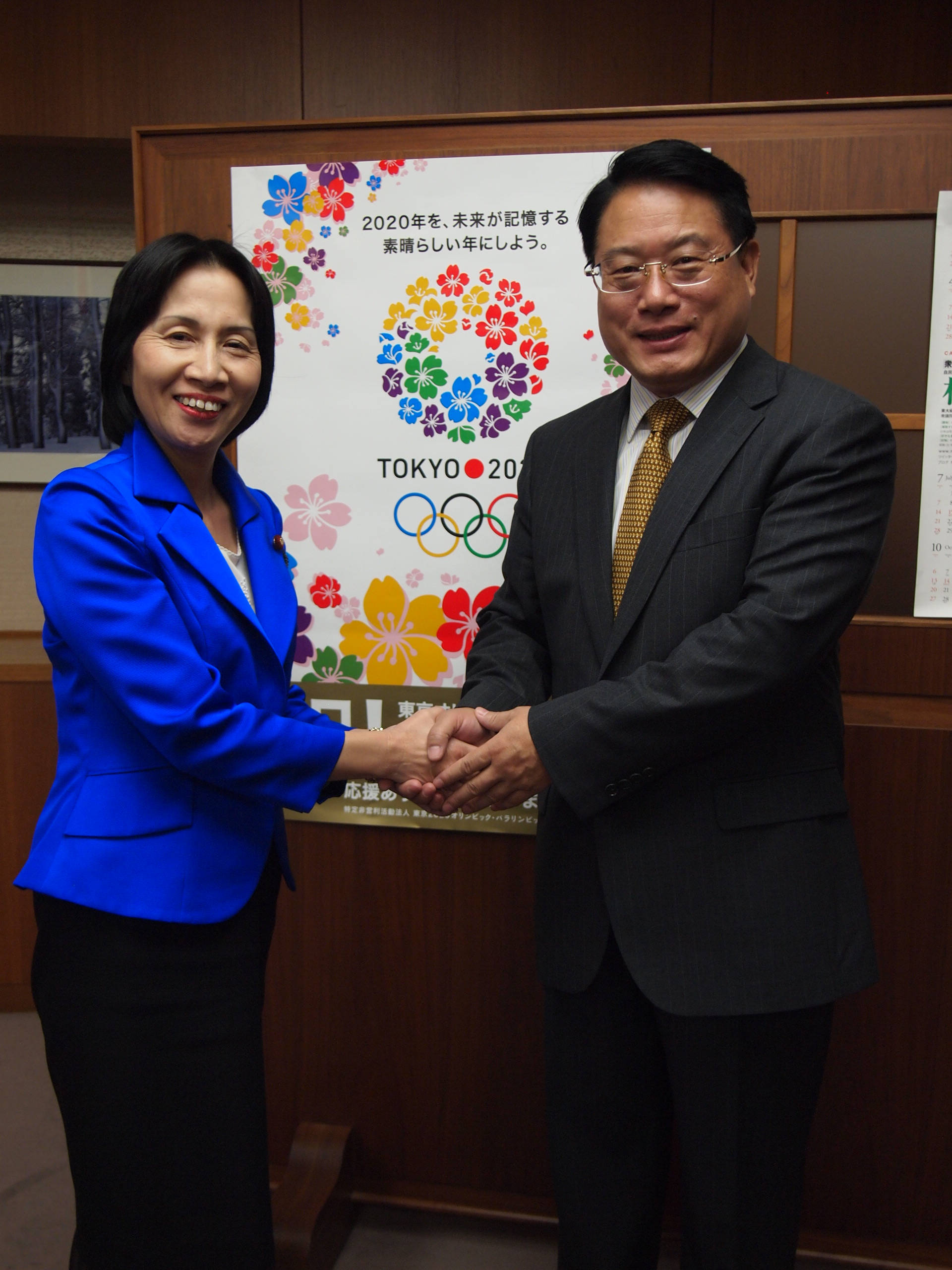
2013年11月5日、国際連合工業開発機関事務局長李勇（右）と

- トレードマークは「情熱の色」である真っ赤なスーツ[20]。
- 趣味は盆踊り、ラジオ体操（2級ラジオ体操指導士）、エアロビクス。好きなものはサンマの塩焼き、シラスおろし、焼餃子、もんじゃ焼き、果物[21]。

## 不祥事

### 参議院予算委員会への出入り禁止処分
2008年3月14日の参議院予算委員会審議において、民主党の津田弥太郎参議院議員から、かつて揮発油税の暫定税率撤廃を主張していたことを追及された際、地元選挙区からの要望により「考えが変わったのだ」と述べ、さらに道路整備財源の必要性について数分間にわたり言及。鴻池祥肇予算委員長から再三にわたり答弁の簡潔化を指示されるも、それを無視して約5分間にわたり答弁を継続。鴻池が「答弁を打ち切りなさい！」と何度も声を荒らげ、与党側の予算委員会理事の制止を受け、答弁を終えたが、委員長職権により鴻池から予算委員会への出入り禁止処分を受けた。

### 選挙区内の法人に胡蝶蘭を寄附
2013年10月、松島の後援会が、地元の社団法人「地域プラザBIG SHIP」に対してコチョウランを贈っていた。地域プラザBIG SHIPが運営する施設「本所地域プラザ」が開業したことから、その開業記念の名目で、後援会がコチョウランを贈っていた。コチョウランに添えられたメッセージカードには「松島みどり後援会女性部より」と明記されていた。しかし、2014年10月になってこの問題が発覚し、マスコミにより大きく報道された。墨田区選挙管理委員会は「議員の名前入りや、後援団体などからの贈り物は寄付行為に当たる可能性があり、公職選挙法に抵触するおそれがある」と指摘している。マスコミからの取材に対して、松島みどり事務所は「何もお答えできない」と回答し、この件についての説明を拒否している。

### 選挙区へのうちわ配布
2014年10月7日の参議院予算委員会において、民主党の蓮舫から、「うちわを配布した行為が公職選挙法の禁止する寄付行為に該当する」と追及された。10月10日、ストールやうちわ配布などの野党からの指摘を振り返った際、「いろんな雑音でご迷惑かけたことは残念だった」と発言し、同月14日の参議院法務委員会で野党から抗議を受け、後に謝罪した。10月16日に民主党副幹事長の階猛は、告発状を提出した。2015年1月14日、東京地検特捜部は、「配布から近い時期に選挙の予定がなく、選挙に関する寄付には当たらず、刑事責任を問えない」と結論づけ、不起訴とした。告発状によれば、うちわの作製にかかった費用は少なくとも102万円。

### 国と契約を結んだ業者から寄付
松島が代表を勤める選挙区支部が、2012年・2014年の衆議院選挙期間中に、経済産業省や資源エネルギー庁と随意契約を締結していたイベント会社から計約120万円の寄付を受けていたことが、2015年11月に報じられた。国と契約を結んでいる企業からの寄付は公職選挙法で禁じられており、松島は全額を返金したとしている。

### 国会生中継映像に不適切行為
2016年3月9日、インターネットで生中継された衆議院外務委員会において、答弁している岸田文雄外務大臣の隣席で、長時間に及ぶ読書、居眠り、携帯電話の閲覧や複数回のあくびの映像が流れ、インターネット上でその動画が拡散、批判されたことで、謝罪する事態となった。
2023年12月12日の国会中に谷川弥一衆議院議員が居眠りをしていたと報道された際、居眠りをする谷川の隣に座っていた松島も長時間目を瞑っている姿が報道された。

## 発言
- 2005年3月30日の法務委員会で、外国人受刑者の信仰宗教によって食事内容を配慮していることに対して疑問を呈した発言をして、波紋を呼んだ[注 2][35]。
- 2006年3月14日の法務委員会で、性犯罪の再犯防止のための手法として「水着姿の女の子がプールで遊んでいる映像を流しても何かおかしい様子でない」と発言した[注 3][36]。
- 2009年9月15日、同年の第45回衆議院議員総選挙で落選した自民党の元職に対するヒアリングを目的に実施された「第2回自民党再生会議」の席上、幹事長（当時）の細田博之らに対し、「野党の浪人だから生活が不安だ。党のポスターや冊子なんか要らない。現金が欲しい」と発言した[37]。

- 2012年4月14日、自身のTwitterで、赤坂の議員宿舎の家賃が相場の5分の1であることを挙げて「『消費増税の前に身を切る改革』と言っているのに、与野党とも恥ずかしくないのか。23区内居住者は入れない規則なので私は無縁だったが、これほど職住接近で広い『社宅』は必要ない」とつぶやいていた[38]が、2014年9月の法務大臣就任後は「大臣をやるには遠すぎる」「警備上の問題がある」として赤坂宿舎に入居した[39]。

- 2014年9月3日、法務大臣就任後初の記者会見において、自身もかつて勤務していた朝日新聞社が、第二次世界大戦中のいわゆる従軍慰安婦に関する記事の一部を「虚偽」と認め、撤回したことについて「朝日で記者をやっていたが、辞めてからの方が長い。過去の属性で（朝日新聞の記事について）どうかと問われても違和感がある」とした上で、「間違ったことを書いてたのは、それはいけないでしょう」と述べた[40]。

## 選挙歴
| 当落 | 選挙                   | 執行日         | 年齢 | 選挙区   | 政党       | 得票数     | 得票率 | 定数 | 得票順位 /候補者数 | 政党内比例順位 /政党当選者数 |
| ---- | ---------------------- | -------------- | ---- | -------- | ---------- | ---------- | ------ | ---- | ------------------ | ---------------------------- |
| 落   | 第41回衆議院議員総選挙 | 1996年10月20日 | 40   | 東京14区 | 自由民主党 | 5万8581票  | 33.19% | 1    | 2/4                | /                            |
| 当   | 第42回衆議院議員総選挙 | 2000年06月25日 | 43   | 比例東京 | 自由民主党 | ー票       | ー     | 17   | ー/ー              | 1/4                          |
| 当   | 第43回衆議院議員総選挙 | 2003年11月09日 | 47   | 東京14区 | 自由民主党 | 6万6417票  | 34.34% | 1    | 1/4                | /                            |
| 当   | 第44回衆議院議員総選挙 | 2005年09月11日 | 49   | 東京14区 | 自由民主党 | 11万8771票 | 55.37% | 1    | 1/4                | /                            |
| 落   | 第45回衆議院議員総選挙 | 2009年08月30日 | 53   | 東京14区 | 自由民主党 | 9万3675票  | 40.48% | 1    | 2/4                | /                            |
| 当   | 第46回衆議院議員総選挙 | 2012年12月16日 | 56   | 東京14区 | 自由民主党 | 9万608票   | 42.52% | 1    | 1/7                | /                            |
| 当   | 第47回衆議院議員総選挙 | 2014年12月14日 | 58   | 東京14区 | 自由民主党 | 8万7546票  | 46.56% | 1    | 1/3                | /                            |
| 当   | 第48回衆議院議員総選挙 | 2017年10月22日 | 61   | 東京14区 | 自由民主党 | 10万4137票 | 46.94% | 1    | 1/5                | /                            |
| 当   | 第49回衆議院議員総選挙 | 2021年10月31日 | 65   | 東京14区 | 自由民主党 | 10万8681票 | 43.28% | 1    | 1/6                | /                            |
| 当   | 第50回衆議院議員総選挙 | 2024年10月27日 | 68   | 東京14区 | 自由民主党 | 7万5862票  | 36.35% | 1    | 1/7                | /                            |

## 政治資金
- 日本共産党の機関紙しんぶん赤旗の報道によれば、「全国貸金業政治連盟」から献金を受けている[41]。
- 帝京大学グループがグループ法人の所得隠しや政治家の入試口利き疑惑を指摘されていた2002年、帝京大学の関連会社「帝京サービス」など2社に計600万円分のパーティー券を売っていたことが政治資金収支報告書から判明した[42]。

## 所属団体・議員連盟
- 自民党たばこ議員連盟 [43]
- トラック輸送振興議員連盟（常任幹事） [43]
- 科学技術・イノベーション推進特別委員会
- 日韓議員連盟[44]
- 日中友好議員連盟[44]
- 例外的に夫婦の別姓を実現させる会[45]
- 自民党遊技業振興議員連盟[46]
- パチンコチェーンストア協会（政治分野アドバイザー[47]）
- 時代に適した風営法を求める議員連盟（パチンコ議連）[47]
- 人権外交を超党派で考える議員連盟 [48]

## 著書
- 『協和発酵――バイオのリーダー』＜日本のビッグビジネス＞、朝日案内コミュニティ出版事業部、1986年。ISBN 4795284512
- 『明るい長寿社会をめざして――対談集』東洋堂企画出版社、1995年。ISBN 4924706604
- 『朝日新聞記者みどりの政界志願』飛鳥新社、1995年。ISBN 4870312239